# 996

## أحداث
- بناء مسجد نيوجيه في الصين.
- 24 أكتوبر - وفاة أوغو كابيه، ملك فرنسا، وخلفه ابنه روبرت الثاني.

## مواليد
- حميد الدين الكرماني

## وفيات
- أوغو كابيه
- ابن حسنون